# Chlorotimandra viridis
Chlorotimandra viridis är en fjärilsart som beskrevs av Butler 1882. Chlorotimandra viridis ingår i släktet Chlorotimandra och familjen mätare. Inga underarter finns listade i Catalogue of Life.